# Société générale des annonces
La Société générale des annonces (SGA) est une ancienne société française spécialisée dans la régie de publicité pour la presse au XIXe siècle, liée dès 1852 à l'Agence Havas, qui avait tissé un quasi-monopole par le biais de nombreuses alliances ou fusions avec les concurrents français, en utilisant le modèle économique de l'affermage publicitaire.

## Histoire

### Un environnement économique et juridique porteur
En 1806-1807, le Premier Empire organise une normalisation du lien entre presse et publicité : le code civil impose de publier certains actes juridiques ou civils, tandis qu'une loi de 1824 institue la protection du nom commercial. Selon les statistiques du Tribunal de commerce de Paris, entre 1826 et 1838, sur 1 106 commandites enregistrées à Paris, 401 concernent des publications de presse et quelques affaires d’imprimerie-librairie et théâtres. L’apparition des journaux économiques et financiers, gourmands en publicité financière, date de 1836-1837. C'est la naissance de L'Actionnaire, et La Bourse en 1836, puis La Bourse industrielle et Le Capitaliste en 1838. Il y a aussi Le Producteur et L'Organisateur, deux organes saint-simoniens, le Journal de l'industrie et du capitaliste fondé en 1837, Le Crédit, et L'Économiste. Le développement de cette presse rappelle celui du milieu des années 1860, avec la naissance du Moniteur des tirages publics.
La Bourse de Paris connaît alors un essor remarquable : 44 valeurs seulement y étaient cotées en 1830 et il y a 223 cotations en décembre 1836 dans  L’Actionnaire. Parmi elles 34 sont des valeurs du secteur de la presse. Dans La Bourse d'août 1837, il y a 38 journaux et publications parmi les 260 valeurs.

### Les débuts avecLa Pressed'Émile de Girardin
La SGA est d'abord fondée sous le nom de la Compagnie générale d'annonces, en 1845 par Charles Duveyrier (1803-1866), qui est aussi dramaturge romantique et militant saint-simonien. Elle n'est pas la première à faire ce métier, l'Agence de publicité Dollingen, existe à Paris depuis 1841. 
La Compagnie générale d'annonces travaille entre autres pour La Presse, le quotidien fondé avec succès en 1836 par Émile de Girardin, qui vante dès 1837 l'intérêt des « annonces » pour abaisser le prix des ventes. Jusque-là, les petites annonces et la publicité étaient directement gérées par les journaux eux-mêmes. Le 21 mai 1845, c'est La Presse qui annonce dans ses colonnes la création de la Compagnie générale d'annonces. 
La Compagnie générale d'annonces (CGA) a « affermé » pour quinze ans la publicité des trois journaux d'Émile de Girardin moyennant 300 000 francs par an et la moitié des bénéfices. Charles Duveyrier offrait aux annonceurs trois types d’insertions : les annonces les plus courtes, dites annonces-omnibus, les annonces anglaises, c'est-à-dire commerciales, et les annonces-affiches, qui serviront beaucoup pour la publicité financière. Les annonces-omnibus était tarifée à 30 centimes par ligne. Les autres annonces, deux fois plus longues, se payaient 2 francs. La CGA se verra vite confier la régie publicitaire des six principaux quotidiens du groupe. Elle est reprise dès 1850 par Eugène Panis, courtier en publicité au 36 rue Vivienne, près de la place de la Bourse à Paris, qui lui donne pour raison sociale « Bigot et Cie », puis fonde en 1855 la société Panis et Bigot, et Bigot et Cie, entrées peu après dans le giron d'Havas.

### Le boom des chemins de fer
Une autre société de courtage en publicité très active, appelée Lagrange et Cerf, est rachetée par la famille Lebey, dont le jeune héritier Édouard Lebey (1849-1922), obtient la direction de l'Agence Havas en 1873 à la mort d'Auguste Havas. L'Office général des annonces est créé par la société Lebey, Lagrange et Cerf. À sa tête, Jacques-Édouard Lebey, créateur du portefeuille publicitaire d'Émile de Girardin avant l'arrivée de la CGA, mais qui continue à travailler pour lui, en particulier pour le quotidien La Liberté acquis en 1866.
Le boom des chemins de fer, à partir de 1848, assure le succès des publicitaires, car ces nouvelles sociétés ont besoin de drainer de nouveaux capitaux et faire connaître leurs services. La surface dévolue aux encarts publicitaire dans la presse française a ensuite beaucoup augmenté. Celle du Journal des débats, passe de 13,6 % en 1835 à 30,3 % en 1865, celles de La Presse et du journal Le Siècle qui étaient de 17,1 et 11,3 % en 1845, augmentent respectivement à 30,8 et 34,2 % en 1865. Les autres journaux parisiens bénéficient des mêmes évolutions.

### Fusions et acquisitions: la percée du Bulletin de Paris
Parallèlement s'est constitué un quatrième pôle autour du Bulletin de Paris, société fondée le 28 février 1848 par Adrien de Lavalette, qui possède la régie publicitaire de nombreux périodiques en province. Ceux-ci préfèrent le Bulletin de Paris à la Correspondance Havas : il est moins bien informé, mais offre à ses abonnés des avantages matériels immédiats. Le Bulletin de Paris leur donne ses articles gratuitement, en échange de l'insertion d'annonces de publicité extra-régionale, pouvant paraître en troisième ou quatrième pages. Pour la première fois, la publicité en région devient nationale.
En 1850, il est racheté par Mathieu Laffite, Adrien Duport et le courtier en publicité Louis Bullier, réunis dans la société Bullier-Duport et Cie. Pour intégrer Jean-François Fauchey, est créée la société Fauchey, Laffite, Bullier et Compagnie.
Le 2 novembre 1852, Charles-Louis Havas prend sa retraite juste après avoir négocié une participation au capital du Bulletin de Paris, pour faciliter la tâche à ses fils, sur fond de succès en 1853 d'une nouvelle rubrique, celle des « dépêches télégraphique » dans les quotidiens français, qui ouvre un nouveau potentiel commercial : en 1854, le réseau télégraphique français, limité à 9 200 kilomètres, est relié à Bruxelles, Vienne, Alger et Madrid, après Londres en décembre 1851.
En 1856, la société éditrice s'élargit encore : c'est Laffite, Bullier et Mercier, domiciliée au 20 rue de la Banque, qui se rapproche de Bigot et Cie, propriétaire depuis 1850 de la Compagnie générale d'annonces (CGA) : « On peut donc dire que les trois maisons Panis, Bigot, et Laffite, associées entre elles, réunissent en fermage tous les journaux politiques de la capitale. À deux journaux près, elles ont le monopole de la publicité parisienne », elles menacent d'avoir le même monopole en province, commente un journal.
Elle rachète la même année l’Office générale des correspondances, transformé en Correspondance Bullier en janvier 1857, publication qui durera jusqu'en 1870. 
C'est l'épilogue en juillet 1857, Louis Bullier consacre une entente avec les rivaux les plus anciens : "Lebey, Lagrange et Cerf" constitué en 1820 autour de Jacques-Édouard Lebey et "Panis, Bigot et Cie" réunis en 1855 : il crée la Société générale des annonces, qui remplace la "Compagnie générale d'annonces", et détient le  Bulletin de Paris. À eux tous, ils contrôlent l'essentiel du marché de la presse parisienne. Dans les années 1860, ces ententes sont très critiquées, et contestées par Adrien Duport, qui s'y est pourtant joint en 1857.

### Havas renforce ses liens avec le groupe SGA-Bulletin de Paris
Dès novembre 1857, la constitution d'un quasi-monopole Havas dans la publicité, entamé en 1852, est achevé, selon l'historien Michaël Palmer. Les frères Havas, rapidement enrichis par le boom des dépêches télégraphiques depuis 1854, se renforcent dans le groupe SGA-Bulletin de Paris. Ils créent la société "Havas, Fauchey, Laffite, Bullier et Cie", au capital partagé avec les familles Fauchey, Laffite et Bullier. Ils veulent réussir à l'échelle nationale et internationale la politique de régie réussie en province par Mathieu Laffite et Louis Bullier. 
La fusion oblige l'Agence Havas, désormais un groupe aux multiples ramifications, à refondre son organisation. Le 25 septembre 1859 Auguste Havas décider de créer une "nouvelle Société générale des annonces", qui regroupe les trois activités (dépêches télégraphiques d'information, traduction de la presse étrangère et publicité) et les trois titres : Bulletin de Paris, Correspondance Havas et Correspondance Bullier (ex-Office général d'annonces). Ultime réorganisation interne, le 25 septembre 1865 : la nouvelle Société générale des annonces fusionne avec "Havas Fauchey, Laffite Bullier". Les deux sociétés avaient déjà les mêmes actionnaires. Cette nouvelle structure est propriétaire de l'Agence Havas, l'information est filialisée. Les deux fils de Charles-Louis Havas y deviennent gérants-associés, aux côtés de Jacques-Édouard Lebey, créateur du portefeuille publicitaire d'Émile de Girardin, et de cinq autres représentants des nombreuses familles de publicitaires successivement intégrées par acquisitions entre 1850 et 1857.

### De 1868 à 1872, nouvelles acquisitions, plus modestes
En 1872 le groupe SGA-Havas rachète la Société Audbourg et en 1873 Dollingen et Séguy. 
Nouvelle opération, plus cosmétique, en 1875, Auguste Havas et Charles Lafitte s'associèrent pour ouvrir, 8, Place de la Bourse, une autre agence chargée d'exploiter la publicité des journaux.

### L'entrée en Bourse de 1879: le groupe est simplifié, sous la forme de deux sociétés
En 1879, la structure juridique est refondue : c'est la création de la société anonyme Havas, à laquelle la SGA cède les annonces à paraître dans la presse de province et à l'étranger, valorisée 7,5 millions d'euros[Passage contradictoire (anachronisme)] pour son entrée en Bourse, avec 7,5 % du capital cédé au baron Émile d'Erlanger. Les deux entreprises demeurent étroitement liées : mêmes dirigeants et mêmes familles actionnaires (Lebey, Cerf, Lagrange, Fauchey et Laffite). Mais les statuts sont différents : la SGA est une société en commandite, Havas une société anonyme.  La première est la maison-mère.

### La montée en puissance de Léon-Prosper Rénier et la fusion
En 1912, Havas, Reuters et AP mettent en place  un « consortium » afin de brider la concurrence entre eux, une opération conclue au départ pour favoriser les couplages publicitaires, opération conçue par Léon-Prosper Rénier (1857-1950), patron de la SGA depuis 1903. 
En 1920, la Société générale des annonces est entièrement absorbée par l'Agence Havas, les deux entreprises ne font plus qu'une. Une décision obtenue par Léon-Prosper Rénier, qui deviendra en 1924 directeur et président du conseil d'administration de l'Agence, poste conservé jusqu'à la Libération. Avant 1920, ce poste honorifique était occupé par Charles Laffite, neveu et héritier de Mathieu Laffite, avec deux vice-présidents opérationnels, Léon-Prosper Rénier pour la publicité et Charles Houssaye pour l'information.